# 南荒子駅
南荒子駅（みなみあらこえき）は、愛知県名古屋市中川区若山町2丁目にある、名古屋臨海高速鉄道あおなみ線の駅である。駅番号はAN05。計画時の仮称は「若山町」であった。
地元住民の憩いの場である山塩緑道の中間地点にある。

## 歴史
- 2004年（平成16年）
  - 9月20日：沿線区住民対象の試乗会にて公開。
  - 9月25日：名古屋市民対象の試乗会にて公開。
  - 10月6日：開業。

## 駅構造
島式ホーム1面2線を有する盛土上の高架駅。バリアフリーの対応としてエレベーターを1基配置。1番・2番線のホームに安全対策として可動式ホーム柵を設置。
通常は無人駅であり、中島駅が当駅を管理している。

### のりば
| 番線 | 路線        | 方向 | 行先         |
| ---- | ----------- | ---- | ------------ |
| 1    | ■あおなみ線 | 下り | 金城ふ頭方面 |
| 2    | ■あおなみ線 | 上り | 名古屋方面   |

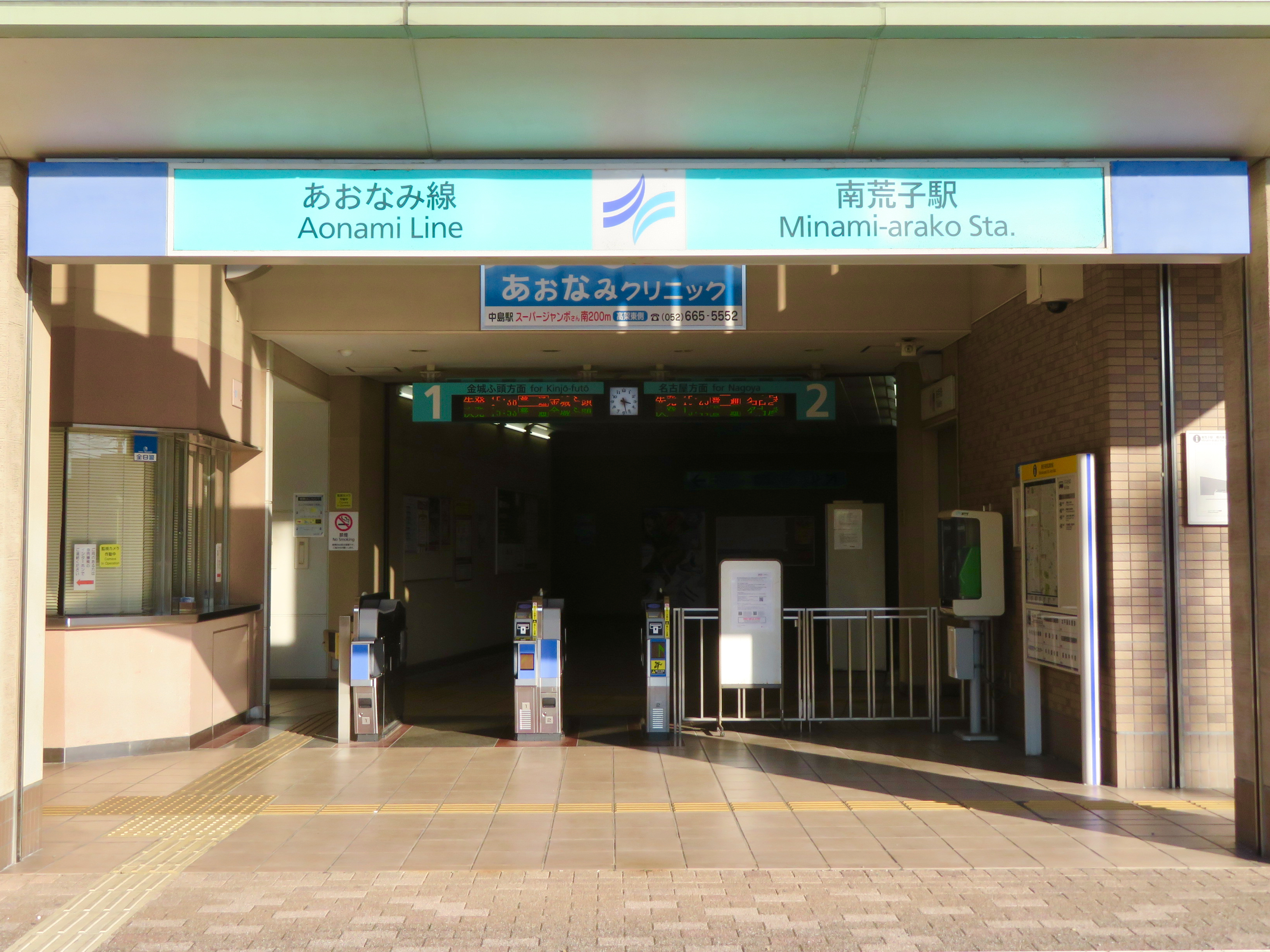
改札口（2020年2月）
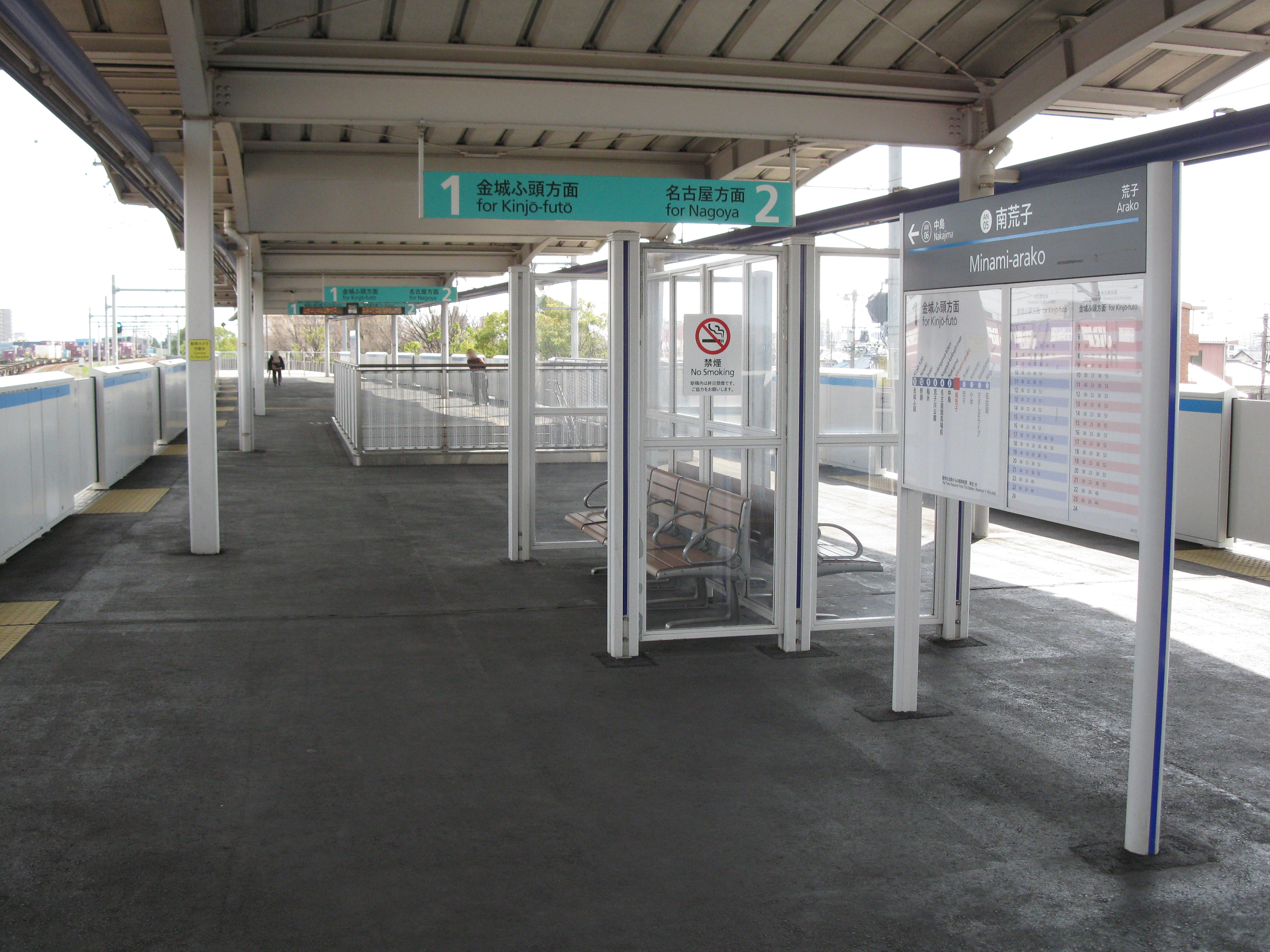
ホーム（2010年3月）

## 利用状況
名古屋市の統計によると、当駅の一日平均乗車人員は以下の通り推移している。
| 年度 | 人数  | 年度 | 人数  | 年度 | 人数  |
| ---- | ----- | ---- | ----- | ---- | ----- |
| 2004 | 536   | 2011 | 1,095 | 2018 | 1,517 |
| 2005 | 664   | 2012 | 1,184 | 2019 | 1,527 |
| 2006 | 784   | 2013 | 1,231 | 2020 | 1,185 |
| 2007 | 840   | 2014 | 1,252 | 2021 | 1,276 |
| 2008 | 891   | 2015 | 1,294 |      |       |
| 2009 | 932   | 2016 | 1,368 |      |       |
| 2010 | 1,022 | 2017 | 1,463 |      |       |

荒子観音界隈へ散策に向かう利用者が訪れる。

## 駅周辺
周辺は住宅地である。
- 山塩緑道
- 富士権現社（前田利家誕生の地）
- 名古屋貨物ターミナル駅 - JR貨物西名古屋港線
- 名古屋市立長良中学校

## バス路線
最寄りバス停留所は、南荒子駅となる。以下の路線バスが乗り入れ、名古屋市交通局により運行されている。
- 金山20：金山行、権野行
- 高畑18：港区役所行、地下鉄高畑行

## 隣の駅
名古屋臨海高速鉄道
■あおなみ線
荒子駅 (AN04) - （貨）名古屋貨物ターミナル駅 - 南荒子駅 (AN05) - 中島駅 (AN06)
- ()内は駅番号を示す。